# Rusólakos
Rusólakos (en griego: Ρουσσόλακκος) fue una importante ciudad minoica, ubicada cerca de Palaikastro, en Creta. Es la única ciudad minoica que ha sobrevivido intacta. Estuvo ocupada desde el Minoico Antiguo II al Minoico Reciente IIIB, entretanto fue destruida en el siglo XVII a. C. y posteriormente reconstruida. Su puerto, asentamientos periféricos, santuarios y canteras están preservados en sedimentos que se han acumulado a lo largo de más de 2000 años. Se construyó un templo de Zeus en las proximidades del promontorio Eleia. En el yacimiento se excavaron casas y calles minoicas, y las ofrendas del templo griego de Zeus Dicteo —de época arcaica y clásica— se exhumaron en el sitio arqueológico.
Los primeros registros escritos que documentan el culto de Zeus Dicteo en Rusólakos provienen del griego micénico en Lineal B encontrado en archivos de Cnosos, que datan del final de la Edad del Bronce cretense (ca. 1300 a. C.). Con todo, se ha hallado arte sacro y arquitectura datadas de todos los períodos, lo que sugiere que el sitio fue sagrado a lo largo de su historia. Entre los artefactos más bonitos que atestiguan el culto de Zeus Dicteo, hay una estatuilla de oro y marfil del dios hecha alrededor de 1500 a. C.

## Arqueología
Rusólakos fue excavada de 1902-1906 por Robert Carr Bosanquet y Richard MacGillivray Dawkins de la Escuela Británica de Atenas. Las excavaciones fueron continuadas por L. H. Sackett y Mervyn R. Popham en 1962-1963, y actualmente están dirigidas por J. Alexander MacGillivray,  L. H. Sackett y M. Driessen desde 1983.